# Falta Alguém no Manicômio
Falta Alguém no Manicômio é um filme brasileiro de drama de 1949, escrito e dirigido por José Carlos Burle, a partir do argumento de Hélio do Soveral.

## Sinopse
Maria Luísa (Vera Nunes) se apaixona por um rapaz que conheceu em uma viagem de navio. Ao visitar sua família, porém, percebeu que alguns de seus parentes tinham problemas mentais. A situação piora quando o irmão de seu amado, interessado na menina, revela a ela que o irmão também sofreria de loucura, fazendo-a duvidar da sanidade do rapaz e de seu amor.

## Elenco[2]
- Oscarito como Gastão
- Vera Nunes  como Maria Luísa
- Modesto de Souza como Jerônimo
- Luiza Barreto Leite como Madalena
- Sérgio de Oliveira como Dr. Diniz
- Ruth de Souza como Júlia
- Roacir Silveira como André
- Cecy Medina como Teresa